# Świadkowie Jehowy w Chinach
Świadkowie Jehowy w Chinach – społeczność wyznaniowa  w Chinach, należąca do ogólnoświatowej wspólnoty Świadków Jehowy, licząca co najmniej kilka tysięcy głosicieli. Od 1958 roku ich działalność w całym kraju jest zdelegalizowana i prowadzona nieoficjalnie, natomiast w Hongkongu i Makau Świadkowie Jehowy korzystają ze swobód religijnych i liczebność członków wyznania w tych regionach podawana jest do wiadomości publicznej. Biuro Oddziału, koordynujące działalność głosicieli w Chinach, w tym w Hongkongu i Makau, znajduje się w dzielnicy Kwun Tong w Hongkongu.

## Historia

### Początki
W roku 1883 misjonarka prezbiteriańska C.B. Downing w Yantai, udostępniała publikacje Towarzystwa Strażnica innym misjonarzom, m.in. Horacemu Randle'owi, związanemu z Radą Misji Baptystycznych, z której wystąpił. W latach 1891–1900 wysłał on 2324 listy i około 5000 traktatów do duchownych prowadzących działalność misyjną w Chinach i na Dalekim Wschodzie.
Na początku roku 1912 Chiny odwiedził Charles Taze Russell. 6 stycznia zorganizowano jego przemówienie w Szanghaju; odwiedził także 15 innych miejscowości, m.in. Hongkong (9 stycznia).
Przygotowano w dziesięciu językach specjalne traktaty, które miejscowi dystrybutorzy (tzw. kolporterzy) w latach 1912–1918 rozprowadzili w dużym nakładzie na terytorium Chin.
Około roku 1916 na terenie Chin działalność kaznodziejską przez jakiś czas prowadziła także pionierka z Wielkiej Brytanii, Fanny Mackenzie.
W latach 30. XX wieku stacje radiowe z Szanghaju (Radio XHHH i Radio XMHA) oraz rozgłośnie z Pekinu i z Tiencinu nadawały w języku chińskim audycje radiowe o tematyce biblijnej przygotowane przez Towarzystwo Strażnica. Z wielu rejonów Chin napłynęły listy z prośbą o publikacje Świadków Jehowy.
W roku 1930 i 1931 literaturę biblijną rozpowszechniali w Chinach japońscy głosiciele. W roku 1931 w Szanghaju otwarto Biuro Oddziału.
W latach 30. i 40. XX wieku współwyznawcy z Australii i z Europy działali w miastach, takich jak Szanghaj, Pekin, Tiencin, Qingdao, Beidaihe, Yantai, Weihai, Kanton, Shantou, Xiamen, Fuzhou, Hankou oraz Nankin. Inni przybyli tzw. Drogą Birmańską i działali w Baoshan, Chongqingu i Chengdu. Miejscowi wyznawcy prowadzili działalność ewangelizacyjną w Shaanxi oraz Ningbo. 21 października 1931 roku dwóch pierwszych mieszkańców Chin zostało ochrzczonych w Szanghaju. W latach 1933–1937 pewne małżeństwo misjonarzy z Australii głosiło w 13 głównych miastach Chin.
W roku 1936 na kongres w Szanghaju przybyło około 20 osób, a 9 zostało ochrzczonych. W 1939 roku do Chin przyjechało trzech niemieckich głosicieli, aby wesprzeć działalność w tym kraju. W roku 1940 – John Wilfred z Nowej Zelandii.
W maju 1941 brytyjskie władze kolonialne Birmy obłożyły zakazem publikacje Świadków Jehowy. Ażeby je uchronić przed konfiskatą i możliwym zniszczeniem, sporą ich część przewieziono do Chin. Podczas rocznego pobytu w Chinach Fred Paton i Hector Oates rozpowszechnili te kilka tysięcy publikacji religijnych. Osobiście rozmawiali też o swej wierze z ówczesnym przywódcą Chin Czang Kaj-szekiem. Władze kolonialne zamknęły Biuro Oddziału w Szanghaju. Wyłoniły się małe grupy wyznawców w Baoshan i Chongqingu. W roku 1946 w Chinach działało 12 głosicieli.
W roku 1947 zanotowano liczbę 9 głosicieli w Szanghaju. 17 kwietnia tego samego roku do tego miasta przyjechali Harold King i Stanley Jones, a w roku 1949 Lew Ti Himm – misjonarze, absolwenci Biblijnej Szkoły Strażnicy – Gilead.
4 kwietnia 1947 roku Chiny odwiedzili przedstawiciele Towarzystwa Strażnica – Nathan H. Knorr i Milton Henschel. W lipcu 1948 roku w Szanghaju powstało Biuro Oddziału Towarzystwa Strażnica.
W roku 1950 osiągnięto liczbę 132 głosicieli. W 1951 roku na dorocznej uroczystości Wieczerzy Pańskiej było obecnych 105 osób, a w 1954 roku – 175. W październiku 1954 roku w Sali Królestwa w Szanghaju odbył się kongres pod hasłem „Społeczeństwo Nowego Świata”, lecz z powodu ograniczeń w podróżowaniu, wzięły w nim udział 122 osoby tylko z tego miasta. W czerwcu 1955 roku za udział w działalności kaznodziejskiej zatrzymano 5 głosicieli. W tym samym roku na dorocznej uroczystości Wieczerzy Pańskiej (Pamiątce) było obecnych 175 osób.
W roku 1956 osiągnięto liczbę 57 głosicieli. W tym samym roku Nancy Yuen, którą sześciokrotnie zatrzymywano za głoszenie, została osadzona w więzieniu.

### Zakaz działalności
W październiku 1958 roku wprowadzono zakaz działalności Świadków Jehowy na terenie Chin. 14 października tego roku aresztowano dwóch pozostających w kraju misjonarzy, absolwentów ósmej klasy Szkoły Gilead Stanleya E. Jonesa i Harolda Kinga. Osadzono ich w areszcie, aż do procesu wytoczonego im 2 lata później. W roku 1960 skazano ich na siedem lat więzienia, a kary odbywali w izolatkach. Innych wyznawców osadzono w zakładach karnych i obozach pracy, gdzie wciąż głosili. Wielu wyznawców aresztowano lub wydalono z Chin. Niektórym udało się wyemigrować do Hongkongu (wówczas pod zarządem brytyjskim) i na Tajwan.
Stanley Jones był więziony przez 7 lat. Nancy Yuen była więziona 20 lat. Harold King od roku 1958 do roku 1963 był przetrzymywany w izolatce chińskiego więzienia. 30 października 1965 roku opowiedział swoją historię na specjalnym zgromadzeniu z okazji jego wypuszczenia z więzienia, które odbyło się na nowojorskim Yankee Stadium – z udziałem ok. 35 000 osób. W 1992 roku wszyscy wyznawcy osadzeni w więzieniach odzyskali wolność, jednak ich działalność w Chinach nadal była ograniczona przez władze państwowe.
W związku z zakazem działalności Świadków Jehowy w Chińskiej Republice Ludowej, podejmowane są działania, by z naukami biblijnymi zapoznawać Chińczyków poza granicami ich kraju. Na przykład od roku 1993 misjonarze w Irlandii prowadzili tzw. studia biblijne z 75 osobami z 17 prowincji Chin, a także z Tajwanu.
We wrześniu i w październiku 2018 roku w mieście Korla aresztowano 18 członków Świadków Jehowy, a w 2019 roku oskarżono i ich pod zarzutem „organizowania działalności kultu religijnego”.

## Sytuacja wyznania
Działalność w Chinach prowadzona jest bez przeszkód w specjalnych regionach administracyjnych Chin, w Makau i w Hongkongu, w pozostałej części kraju – nieoficjalnie i z zachowaniem nadzwyczajnych środków ostrożności. Sprawozdanie z działalności w tej części kraju dołączane jest do ogólnego z 33 krajów, gdzie działalność Świadków Jehowy jest ograniczona prawnie lub zakazana.
Świadkowie Jehowy wydają publikacje w językach i dialektach chińskich (Fuzhou, Junnan, Szanghaj, Wenzhou, minnański, syczuański, chiński język migowy, kantoński (pismo tradycyjne oraz uproszczone), mandaryński (pismo tradycyjne oraz uproszczone) oraz w niektórych językach mniejszości narodowych (m.in. w hmong (Miao Białych i Miao Zielonych), koreańskim (Chiny), ujgurskim (alfabet arabski) i tybetańskim). W tych językach dostępny jest także oficjalny serwis internetowy – jw.org
W Biurze Oddziału w Hongkongu tłumaczy się publikacje Świadków Jehowy na język chiński.

## Świadkowie Jehowy w specjalnych regionach administracyjnych Chin

### Świadkowie Jehowy w Hongkongu
Wspólnota religijna 5464 głosicieli należących do 70 zborów (2023 rok).

### Świadkowie Jehowy w Makau
Wspólnota religijna 379 głosicieli należących do 6 zborów (2023 rok).